# Hyundai Pavise
Hyundai Pavise — среднетоннажный грузовой автомобиль южнокорейской компании Hyundai Motors.

## История
Автомобиль Hyundai Pavise был представлен 29 августа 2019 года в Южной Корее. Представляет собой преемника модели Hyundai Mega Truck. Грузоподъёмность модели — 5,5 тонн.
Модель оснащена дизельным двигателем внутреннего сгорания объёмом 5,9 л, мощностью 280 л. с. и крутящим моментом 932 Н*м или дизельным двигателем внутреннего сгорания объёмом 6,8 л, мощностью 325 л. с. и крутящим моментом 1177 Н*м. Трансмиссия — 12-скор. АКПП немецкого производителя ZF Friedrichshafen AG.